# 籤文

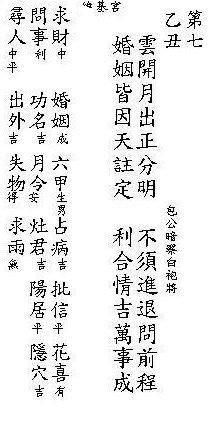
籤詩。信徒認為籤詩上面的詩，就是神明與自己對話

籤文是指信徒求籤後得解惑用的文句。由於常以詩歌形式表達，又稱籤詩。東亞傳統宗教的廟宇常會設置給信眾問卜用籤，求籤後得相應的籤文，就是由神佛給予的「答案」。

## 演化
籤文來源於漢朝時方士預言吉凶的讖緯，到了唐末五代，許多廟宇將預言吉凶的詩刻在籤條上，民眾祈禱後抽取，自行抄寫回家，亦可持籤條請廟方人員解釋。此種籤文常作為神明與信徒的對話。之後，道教信徒大量運用，根據西元9世紀間的《玉壺清話》記載，求籤活動已甚為流行，後來甚至將籤詩範圍擴大解釋至所有預言，例如推背圖。
現今的廟宇中籤條大都一分為二，籤筒上的籤條只寫著番號，再依照番號去取籤詩紙片。祭拜後，不同地區或廟宇的信眾會以不同方式取得籤文。籤文多半不附於籤上，這情況下又有「取籤詩」的步驟。
以臺灣的廟宇為例，籤文印於尺寸通常為12-15cm長，4cm寬的白色或粉紅色薄紙。港澳地區的籤文則多印於粉紅色或黃色的紙上。日本的籤文多印於白紙上。
日本人抽到凶籤，就繫在繫籤架（みくじ掛）上，不把凶籤帶走，有請神佛為自己改運的意味。

## 籤文類別
現行寺廟盛行的籤詩，依不同籤詩數量，通常可分為「雷雨師一百籤」（100首）、六十甲子籤（60首）、「觀音一百籤」100首、保生大帝六十籤、「觀音廿八籤」（28首）、「觀音24籤」（24首）、鹿港天后宮、澎湖天后宮一百籤（100首）、金錢卦三二籤、註生娘娘三十籤、「呂祖六十籤」（60首）、「廿八宿籤」（28首）。
傳說寺廟籤詩詩文大部分為「神明扶鸞下降開示」而得，且每類型的籤詩歷史都達幾百年，甚至千年以上。其中，這四種籤詩當中，又以「雷雨師百籤」最常見，通常是關帝廟採用。例如，臺北檀越最多的行天宮即採用此套一組共有一百首七言絕句的籤詩。
除了雷雨師百籤之外，「六十甲子籤」則為閩、臺媽祖廟常用，「觀音百籤」為主祀觀音菩薩之廟宇居多，「呂祖六十籤」為呂祖的廟宇居多。至於配置「廿八宿籤」、「觀音廿八籤」的廟宇則較為罕見。
日本神社各有不同種類的神籤，籤文多為漢詩或和歌。但是佛寺大多採用漢詩一百（也稱作『元三大師百御籤』）作為佛籤，起源於比叡山延曆寺「比叡山延曆寺一百籤」，各寺有籤序不同、籤數減少的現象，另有東京淺草寺「淺草觀音寺一百籤」，京都金閣寺「京都金閣寺不動明王佛籤」。
《牙牌靈數》則是用骨牌來求籤文的占卜書。

## 等第
各組籤詩等第不一，一般是「籤王籤」、「籤首籤」（籤頭籤）各一支，象徵「所求必遂」，抽到後須添香火錢。其餘的籤詩，一般以「上上」為最佳，「下下」為最差。
有組合為「上上」、「上中」、「上平」、「中上」、「中平」、「中下」、「下下」等。
或有組合為「上上」、「大吉」、「上吉」、「中吉」、「中平」、「中下」、「下下」等。
或者「上上」、「大吉」、「上吉」、「上平」、「中吉」、「中平」、「小凶」、「凶」、「下下」等。
或者「上上」、「上吉」、「中吉」、「小吉」、「末吉」、「中平」、「中下」、「下下」等。

## 圖片
- 日本漢詩籤詩
- 港澳廟宇的籤詩籤筒，「觀音百籤」置於牆壁供信徒比對抽取。

## 備註
- 根據2003年國際宗教自由報告，將其民間信仰納入道教。--國際宗教自由報告 （页面存档备份，存于）